# 김수영 (기업인)
김수영(金壽映, 1981년 6월 28일 ~ )은 대한민국의 작가이자 기업인이다.

## 학력
- 1997 ~ 2000 여수정보과학고등학교 졸업
- 2000 ~ 2005 연세대학교 영어영문학과 학사
- 2005 ~ 2007 런던대학교 대학원 중국경제경영학 석사

### 비학위 수료
- 2013 뉴욕필름아카데미 뮤지컬 씨어터 & 필름메이킹 과정 수료

## 경력
- 1999년 : 도전! 골든벨 여수정보과학고등학교 소속(제9대 골든벨 등극)
- 동아일보 인터넷 기자 (2010년-2011년)
- 골드만삭스 equity operations analyst (2005년)
- 로열 더치 쉘 카테고리매니저 (2006년-2011년)
- 드림파노라마 대표 (2012년-현재)

## 저서
- 《멈추지마 다시 꿈부터 써봐》 (2010년, 웅진지식하우스)
- 《당신의 꿈은 무엇입니까》 (2012년, 웅진지식하우스)
- 《드림레시피》 (2013년, 웅진지식하우스)
- 《당신의 사랑은 무엇입니까》 (2015년, 웅진지식하우스)
- 《멈추지마 다시 꿈부터 써봐 플러스 에디션》 (2016년, 위즈덤하우스)
- 《100 days dream book》 (2016년, 시공사)

## 수상 및 활동사항
- 1999 도전! 골든벨 제9대 골든벨 등극
- 2000 동아일보 최고 인터넷 기사상
- 2011 조니워커 킵워킹펀드 최종우승자
- 2011년 여수시 명예홍보대사
- 2012년 서울특별시 선정 드림멘토
- 2013년 한국장학재단 홍보대사
- 2013년 어린이재단 홍보대사